# Hakea petiolaris
Hakea petiolaris är en tvåhjärtbladig växtart. Hakea petiolaris ingår i släktet Hakea och familjen Proteaceae.

## Underarter
Arten delas in i följande underarter:
- H. p. angusta
- H. p. petiolaris
- H. p. trichophylla